# Cheiracanthium peregrinum
Cheiracanthium peregrinum is een spinnensoort uit de familie Cheiracanthiidae.
De wetenschappelijke naam van de soort werd in 1899 gepubliceerd door Tord Tamerlan Teodor Thorell.